# Nikola Bijanković
Nikola Bijanković (Split, 15. kolovoza 1645. – Makarska, 10. kolovoza 1730.), makarski biskup, sluga Božji.

## Životopis
Nikola Bijanković (Bianković) rođen je u Splitu, 15. listopada 1645. Bijankovićev otac Dominik rođen je na Šolti, a majka Laura, rođena Nadalin, bila je Mlečanka. Mali je Nikola gramatikalnu školu završio u Splitu. Na poticaj kanonika Andrije Reggia i makarskog biskupa fra Petra Kačića odlučio se za svećeničko zvanje. Filozofsko-teološki studij započeo je u Ilirskom kolegiju u Loretu, kamo je krenuo 14. listopada 1663. Po završetku studija u Loretu, 15. lipnja 1669. zaređen je za prezbitera. Poslije toga u Macerati je postigao i doktorat.
Vrativši se u domovinu, obavljao je razne odgovorne crkvene službe. U Kaštel Sućurcu bio je kapelan, a potom i župnik. U Splitu je od 1669. do 1695. djelovao kao upravitelj nadbiskupskih dobara te kao župnik i nastavnik. U Splitu mu je povjerena i služba učitelja klerika, a od 1672. i služba sinodskog ispitivača. Godine 1673. izabran je za kanonika u Splitu. Od 1679. je i na dužnosti canonicusa poenitentiariusa. Godine 1683. postaje i konvizitator splitskog nadbiskupa Cosmija. Nadbiskup Stjepan Cosmi uzeo je Bijankovića i za glavnog namjesnika. Bijanković je zatim imenovan apostolskim vikarom Kotorske i Skradinske biskupije, a godine 1686. imenovan je administratorom Skradinske i Makarske biskupije. Svu je svoju imovinu i imovinu svoje obitelji utrošio za pomoć siromasima te za osnutak kongregacije oratorijanaca i izgradnju crkve sv. Filipa Nerija u Splitu. Sam je Bijanković upravljao Oratorijem sv. Filipa Nerija od 1688. do 1695. Štoviše, odrekao se je kanonikata i prešao u Oratorij sv. Filipa Nerija, gdje je živio redovničkim životom.
Za Morejskoga rata (1684. – 1695.), kao vojni kapelan, prisustvovao je u oslobađanju Sinja, Herceg Novoga i Neretve. Poslije pobjede nad Turcima kod Sinja 1715., sagradio je u Brelima crkvu Gospi od Pobjede (danas je to crkva Gospe od Karmela).
Na preporuku nadbiskupa Cosmija, Splitski kaptol ga je 1689. ponovno izabrao za kanonika. Kao kanonik revno je dolazio na kaptolske sjednice. Bio je i apostolski misionar (1673. – 1676., 1680. – 1696.) u krajevima Splitske nadbiskupije koji su bili pod Turcima. Na prijedlog mletačkog senata, koji je dobio patronat za sve biskupije obnovljene u Mletačkoj Republici nakon oslobođenja od Turaka, Nikola Bijanković je 1695. imenovan makarskim biskupom. Dana 29. prosinca 1698. i papa Inocent XII. potvrdio ga je za makarskoga biskupa. Za biskupa je posvećen 10. svibnja 1699., od mletačkog patrijarha Baduara. U Makarsku je Bijanković kao biskup došao na samu kraju 1699., gdje je u franjevačkoj crkvi bio svečano ustoličen. Bijanković je skoro istodobno bio imenovan upraviteljem i apostolskim pohoditeljem oslobođenih dijelova Trebinjske biskupije, od koje je, sporazumno s mletačkim vlastima, odcijepio lijevu obalu Neretve i priključio je Makarskoj biskupiji.
U svojoj biskupskoj službi razvio je mnogovrstan rad na duhovnom polju. Tako je u Makarskoj sagradio malu crkvicu sv. Marka, koja mu je služila za župnu i stolnu crkvu. Osnivao je bratovštine dobre smrti (1707.), Presvetog Sakramenta (1714.) i Presvetog Ružarija (1714. u Makarskoj, Neretvi i Zagvozdu). U Makarskoj je uveo procesiju flagelanata (bičevalaca) na Veliki petak.
Posebnu je brigu kao biskup posvetio kršćanskoj pouci puka. U tu je svrhu širio Mrnjavićev prijevod Katekizma sv. Roberta Belarmina. Jednako je tako veliku pozornost posvećivao katehizaciji. Od župnika je zahtijevao da stalno borave u svojim župama. Vidjevši da u Biskupiju useljavaju cijele turske obitelji, želio je podići kuću za katekumenat. U Biskupiju je dovodio misionare Družbe Isusove. Njih je vodio kao propovjednike prigodom svojih pastirskih pohoda, a slao ih je i samostalno da obavljaju misije u Biskupiji. Misionarili su i dijecezanski svećenici pitomci Kongregacije de propaganda fide. I sam Bijanković u svojim je pastirskim pohodima redovito katehizirao, propovijedao i dugo se vremena posvećivao ispovijedanju vjernika. Nije bio zadovoljan samo povremenim vizitacijama, nego ih je obavljao kad god bi mu se za to ukazala prigoda. Pastoralne pohode u početku je vršio samo po mletačkom teritoriju. Godine 1700. pohodio je i izbjeglice iz Zagvozda, koji su se pred Turcima sklonili u brdima kod Zadvarja. Godine 1703. dva je mjeseca boravio u oslobođenom Čitluku i okolici, gdje je primao vjernike što su dolazili iz turske Hercegovine i Bosne.
Godine 1706. Bijanković je prvi put pohodio i tursko područje. Preko Neretve išao je u Duvno, gdje su ga lijepo primili muslimanski feudalci Kopčići. Po povratku u Makarsku, neko se vrijeme zadržao u Vinici, Studencima i Opancima. Godine 1707. pohodio je Župu Biokovsku, a 1710. ponovno je išao u duvanjski kraj te u Kozicu. Nakon oslobođenja Imotskoga, pohodio je 1718. i sam Imotski. Iz Imotskoga je pošao na tursko područje svoje biskupije u Posušje, Mostarsko blato i Broćno. Godine 1723. Bijanković je po treći put pohodio Duvno, a prvi put i Mostar. Zamoljen od splitskog nadbiskupa, na povratku je pohodio i tri sela Splitske nadbiskupije pod turskom vlasti, nedaleko od Imotskoga. U svojim vizitacijama uspostavljao je veoma prisne i prijateljske odnose s turskim stanovništvom i njihovim zapovjednicima i to je koristio za često pohađanje svojih vjernika pod turskom vlašću.
Bijanković se dobro brinuo za odgoj biskupijskoga klera i širenje Filipinske kongregacije, kojima je namjeravao povjeriti glavni dio duhovne pastve u Makarskoj biskupiji, koju su vjekovima držali franjevci. Njegovim zalaganjem, kao što je rečeno, dobila je Makarska biskupija isusovačke misionare, među kojima je bio i Filip Riceputi, koji je radio na sabiranju dokumenata za znamenito Farlatijevo djelo Illyricum sacrum. 
Bijankovićevo nastojanje da u Biskupiju uvede i druge pastoralne djelatnike izazvalo je napetosti i nesporazume s franjevcima. Isto tako kad je pristupio cijepanju prevelikih župa i stvaranju manjih, makar je većinom te nove župe dao franjevcima.
Treba spomenuti i njegovo vrlo aktivno djelovanje na socijalnom, kulturnom i odgojno-obrazovnom području, uz već navedenu pastoralnu djelatnost. Tako je otvorio javnu školu u vlastitoj kući u Makarskoj, 1700. godine.
Umro je u Makarskoj, 10. kolovoza 1730. Tamo je i pokopan, u katedrali.

## Spisateljski rad
Biskup Bijanković bavio se i pisanjem. S latinskoga je 1699. u Veneciji preveo i objavio spis Naredbe od zbora države splitske Stipana Kosmi arkibiskupa splitskoga u slovinski jezik prinešene. Spis je posvetio Splitskomu kaptolu, a sadrži odluke dijecezanske sinode koju je održao nadbiskup Stjepan Cosmi u Splitu 1688.
Spominje se da je u Veneciji izdao Krstajnski nauk na kratko složen. To je Bijankovićev prijevod Katekizma Roberta Belarmina. Tako su tvrdili Franjo Fancev i Ivan Ostojić, a neki drže da je Bijanković sam sastavio to djelo, npr. Karlo Jurišić i Mile Vidović. Djelo je izašlo u dva izdanja, 1708. i 1724.
Kao član Ilirske akademije u Splitu recenzirao je prijevod djela Dominiquea Bouthoursa, što ga je preveo Ivan Petar Marchi, pod naslovom Misli karstjanske za svaki dan od miseca. Prijevod je izdan u Veneciji 1704.

## Štovanje
Dvadeset i šest godina poslije Bijankovićeve smrti, prigodom otvorenja nove makarske katedrale sv. Marka, bili su preneseni Bijankovićevi posmrtni ostatci u tu katedralu i smješteni u grob iza velikog oltara.
Po njegovoj smrti započeo je proces za njegovu beatifikaciju. Godine 1881. završen je informativni biskupijski postupak, pa ima pravo na titulu sluga Božji.
Medaljon Nikoli Bijankoviću se nalazi u Vinici na Trgu glagoljaša, zajedno s medaljonima viničkih glagoljaša koje je ovaj biskup odgajao.